# William Jones (filòleg)
Sir William Jones (26 de setembre de 1746 - 27 d'abril de 1794) va ser un filòleg britànic i estudiós de l'antiga Índia, particularment conegut per la seva descoberta de la família lingüística indoeuropea.

## Biografia
Jones nasqué a Londres; el seu pare (també anomenat sir William Jones) era matemàtic. William Jones va ser un geni multilingüe, atès que aprengué grec, llatí, persa, àrab i rudiments d'escriptura xinesa ja de ben petit. Cap al final de la seva vida, parlava vint-i-nou llengües amb fluïdesa, la qual cosa en feu un hiperpolíglota.
Tot i la mort del seu pare quan només tenia tres anys, Jones encara pogué anar a la universitat. Mentre hi era, el 1763 (als 17 anys), va escriure un poema titulat Caissa, en hexàmetres llatins (i posteriorment també una versió del poema en anglès) que ha estat, més tard, rellevant en el món dels escacs, ja que aquest poema és l'origen del mite de Caissa, molt citat en la literatura escaquística contemporània.
Un cop llicenciat en l'University College d'Oxford el 1764, s'embrancà en una carrera de tutor i traductor durant els sis anys següents, període durant el qual publicà Histoire de Nader Chah, traducció francesa d'una obra escrita originàriament en persa a requesta del rei Cristià VII de Dinamarca, que havia visitat Jones, qui, amb 22 anys, ja havia adquirit notorietat com a orientalista. Aquesta fou la primera de les seves nombroses obres sobre Pèrsia, Turquia i l'Orient Mitjà en general.
A partir de 1770, estudià dret durant tres anys, cosa que a la llarga acabà menant la seva carrera professional cap a l'Índia; després d'un període com a jutge a Gal·les, i un intent infructuós de resoldre els assumptes de la revolució americana juntament amb Benjamin Franklin a París, va ser designat a la Cort Suprema de Bengala el 1783.

## Contribucions a la filologia

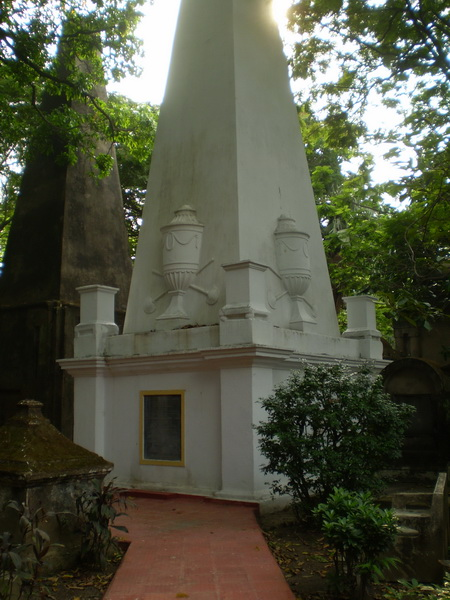
Tomba de William Jones a Calcuta.

De totes les seves descobertes, la que fa Jones més cèlebre avui en dia és l'observació de la similitud del sànscrit amb les llengües clàssiques grega i llatina. En The Sanscrit Language (1786), suggeria que totes tres llengües tenien una arrel comuna, i que de fet es podien relacionar, al seu torn, amb el gòtic i amb el celta, així com amb el persa.
El seu tercer discurs, publicat el 1798, amb el famós passatge "filològic" és sovint citat com l'inici de la lingüística comparativa i els estudis indoeuropeus. Aquesta és la cita més famosa de Jones, que introdueix la seva troballa en la història de la lingüística:
El sànscrit, sigui quina sigui la seva antiguitat, té una estructura meravellosa; és més perfecte que el grec, més abundós que el llatí, més exquisidament refinat que tots dos, i tanmateix hi té una afinitat més forta, tant en les arrels dels verbs com en les formes gramaticals, que la que s'hagués pogut produir per accident; tan forta, de fet, que cap filòleg no podria examinar-les totes tres sense concloure que han sorgit d'una font comuna, que, potser, ja no existeix; hi ha raons similars, si bé no tan fortes, per a suposar que tant el gòtic com el cèltic, tot i haver-se fos amb altres idiomes, tenen el mateix origen que el sànscrit, i l'antic persa també podria ser afegit a la mateixa família...
Tot i que altres estudiosos ja havien postulat que l'antic persa pertanyia al mateix grup lingüístic que moltes llengües europees, especialment el neerlandès Marcus Zuerius van Boxhorn (1612-1653) i Filippo Sasseti, que havien observat les semblances entre l'italià i el sànscrit des de l'Índia estant (1581-1588), fou la descoberta de Jones la que popularitzà la família lingüística indoeuropea, i és un dels primers usos importants de la tècnica de la lingüística comparativa.
Jones també es considera responsable en part del sentiment del romanticisme anglès (juntament amb autors com Lord Byron i Samuel Taylor Coleridge), ja que les seves traduccions de poesia "oriental" foren una font per a aquest estil.